# اچ‌ان‌ال‌ام‌اس والروس (اس۸۰۲) (۱۹۸۵)
اچ‌ان‌ال‌ام‌اس والروس (اس۸۰۲) (۱۹۸۵) (به انگلیسی: HNLMS Walrus (S802) (1985)) یک زیردریایی است که طول آن ۶۸ متر (۲۲۳ فوت) می‌باشد. این زیردریایی در سال ۱۹۸۵ ساخته شد.